# Jotacija
Jotacija je glasovna sprememba, pri kateri so se soglasniški sklopi nepalatalni (netrdonebni) soglasnik + *j poenostavili v palatale (trdonebnike): 
psl. *Cj > *C´
Jotacija je poseben tip poenostavitve soglasniških sklopov, nastala zaradi težnje po odprtih zlogih, pri kateri je nepalatalni C vase absorbiral (vsrkal) palatal *j in  postal palatal; hkrati pa je tudi poseben tip palatalizacije soglasnikov v položaju pred sprednjim drsnikom *j, saj se je C palataliziral.
Razlikovanje med poimenovanji palatalizacija in jotacija je utemeljeno, saj je v praslovanskem glasovnem sistemu s sinhronega vidika mogoče razločevati odraze praslovanske starejše regresivne (prve) palatalizacije velarov in praslovanske jotacije velarov in drugih soglasnikov.
Jotirali so se vsi psl. soglasniki, pri čemer je povzročitelj jotacije *j izginil s površinske glasovne podobe.

### Praslovanska jotacija velarov (mehkonebnikov)
- psl. *kj, *gj, *xj > *č, *ž, *š [*č́, *ž́, *š́]
- psl. *skj, *zgj > *šč, *žǯ [*š́ǯ́, *ž́ǯ́]

### Praslovanska jotacija dentalov (zobnikov)
- psl. *tj, *dj > *t́, *d́
- psl. *stj, *zdj > *šč, *žǯ [*š́ǯ́, *ž́ǯ́]
- psl. *nj, *lj, *rj > *ń, *ĺ, *ŕ,
- psl. *sj, *zj > *š, *ž [*š́, *ž́]
- psl. *snj, *znj > *šń, *žń [*š́ń, *ž́ń]
- psl. *slj, *zlj > *šĺ, *žĺ [*š́ĺ, *ž́ĺ]

### Praslovanska jotacija labialov (ustničnikov)
- psl. *pj, *bj, *mj, *vj > *pĺ, *bĺ, *mĺ, *vĺ